# 錢普
錢普（1541年—？），字以德，直隸常州府無錫縣人，軍籍，明朝政治人物。

## 生平
隆慶元年（1567年）丁卯科應天府鄉試第五十二名舉人。隆慶二年（1568年）聯捷戊辰科會試第三百八十八名，三甲第十九名進士。萬曆五年（1577年）任直隸真定府知府。萬曆六年张居正奉旨归葬其父，传聞居正所坐步舆，即为钱普所创，进献给张居正的江南菜肴，受到张居正赞赏，说：“吾自出京以来，只在这里吃过一顿饱饭啊。”。後丁憂歸鄉，除服時，张居正已病卒，萬曆十一年（1583年）癸未外计，以不谨罢斥。

## 家族
曾祖錢稠；祖父錢琭；父錢貢，貢士。母季氏。重庆下。弟钱会。